# Nello Balestracci
Nello Balestracci (Filattiera, 26 dicembre 1927 – Massa, 28 aprile 2007) è stato un politico italiano.

## Biografia
Esponente della Democrazia Cristiana, di cui fu segretario per la provincia di Massa-Carrara, approdò al consiglio regionale della Toscana in occasione delle elezioni del 1970, venendo riconfermato alle successive regionali del 1975.
Fu eletto alla Camera per le elezioni politiche del 1979, in cui ottenne 29.227 preferenze; fu rieletto alle politiche del 1983 con 28.485 preferenze e alle politiche del 1987 con 29.800 preferenze. Terminò il proprio mandato parlamentare nel 1992.
Morì il 28 aprile 2007 all'età di 79 anni.